# Overwhelmingly Large Telescope
 (février 2018).
Si vous disposez d'ouvrages ou d'articles de référence ou si vous connaissez des sites web de qualité traitant du thème abordé ici, merci de compléter l'article en donnant les références utiles à sa vérifiabilité et en les liant à la section « Notes et références ».
Pour les articles homonymes, voir OWL.
L'Overwhelmingly Large Telescope (abrégé en OLT ou bien OWL, qui signifie « hibou » en anglais), ou en français « télescope extrêmement grand »[réf. nécessaire], était un projet de l'Observatoire européen austral (ESO) visant à concevoir un télescope doté d'un miroir primaire de 100 mètres de diamètre. Sa résolution angulaire serait 40 fois plus importante que Hubble, ce qui la fait descendre sous la milliseconde d'arc.
Cependant, en décembre 2006, l'OWL a été abandonné au profit d'un télescope aux dimensions inférieures, le Télescope géant européen (ELT), ayant un miroir de 39,3 mètres de diamètre. Les problèmes techniques et les risques de dérive budgétaire ont été estimés comme étant bien moindres.

## Histoire
C'est après le succès du Very Large Telescope (VLT) que l'ESO eut l'idée de construire un télescope encore plus grand, pouvant ainsi percer certains secrets de l'Univers. À côté de l'étude sur la conception de télescopes ayant un miroir primaire de 30 à 60 mètres de diamètre, l'ESO étudie également la faisabilité d'un instrument encore plus grand, l'OWL.
Bien que la conception de ce télescope OWL soit jugée réalisable, le rapport de l'ESO, présenté lors d'une conférence qui s'est déroulé à Marseille en France du 27 novembre au 1er décembre 2006, recommande la réalisation de l'E-ELT.

## Recherche du site idéal
Plusieurs paramètres sont à prendre en compte pour le choix du site d'installation d'un tel télescope. Les propriétés atmosphériques (couverture de nuages, luminosité, turbulences atmosphériques, pourcentage en vapeur d'eau…) sont importantes pour la qualité des observations, mais les conditions géographiques également (coût d'installation et d'accès, tremblements de terre, résistance du sol…).
Les candidats les plus probables sont les zones proches des observatoires de l'ESO, dans le désert d'Atacama au Chili, mais aussi bien sur l'île de La Palma des îles Canaries. D'autres candidats sont en cours d'évaluation, comme en Argentine, l'Atlas et même le meilleur endroit du monde pour l'astronomie : près du Pôle Sud (mais des problèmes concernant la logistique sont en sa défaveur). Dans la mesure du possible, le choix de l'emplacement tiendra compte également de la variabilité à long terme du climat.
Tous les sites étudiés pour l'OWL sont également intéressants pour l'E-ELT.

## Conception

### Caractéristiques

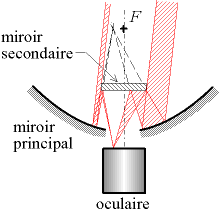
Télescope de type Cassegrain, comme l'OWL

- Diamètre du miroir primaire : 100 m
- Type de télescope : Cassegrain
- Surface collectrice : > 6 000 m²
- Optique adaptative multi conjuguée
- Champ accessible à la limite de diffraction :
  - Visible (0.5 µm) : > 30 arc sec.
  - Infrarouge (2 µm) : > 2 arc min.
- Rapport de Strehl (à 0.5 µm)
  - Minimum : 20 %
  - But : 30 %
- Limite du champ de vision : 10 arc min.
- Gamme de longueur d'onde : 0,32-12um
- Elevation range
  - Opérationnel : 30-89 degrés
  - Technique : 0-90 degrés
- Coût maximum : 1,2 milliard d'euros

### Optique
Comme il est impossible de concevoir un miroir d'un seul bloc de cette dimension, c'est la technique du miroir segmenté qui aurait été choisie (comme pour l'ELT). Ainsi, le miroir primaire aurait été composé de 3 048 miroirs de 1,6 mètre de diamètre. Assemblé sur une même structure, l'ensemble aurait été aussi efficace qu'un télescope de 100 mètres de diamètre.
Les photons récupérés par le miroir primaire sont ensuite concentrés dans un miroir secondaire de 25,6 mètres de diamètre (lui-même composé de 216 segments de mêmes miroirs de 1,6 mètre de diamètre). L'image obtenue étant déformée par les turbulences de l'atmosphère, elle devra être corrigée par un système d'optique adaptative composé de quatre miroirs déformables.
Le correcteur inclut deux miroirs actifs de classe flexible de huit mètres (semblables au miroir primaire de VLT), qui se focaliseront dans un de 4,2 mètres. Celui-ci se focalise encore dans un miroir de 2,35 mètres de diamètre qui constitue le dernier de la chaîne avant que la lumière des étoiles n'arrive aux instruments d'observation.

### Structure
Le télescope aurait été doté d'un mouvement uniquement azimutal qui aurait fait bouger l'ensemble de 14 800 tonnes. Néanmoins aussi impressionnant que cela puisse paraître, si l'on rapporte les dimensions d'un télescope conventionnel à l'OWL, ce dernier devrait faire dans le million de tonnes. Des matériaux composites auraient été utilisés pour les câbles de tension et peut-être à certains endroits spécifiques de la structure (à condition que cela ait amélioré l'exécution et la sûreté à des coûts raisonnables). Ainsi la masse à bouger aurait été réduite à 8 500 tonnes si les segments avaient été fabriqués en carbure de silicium.